# Cressida Dick

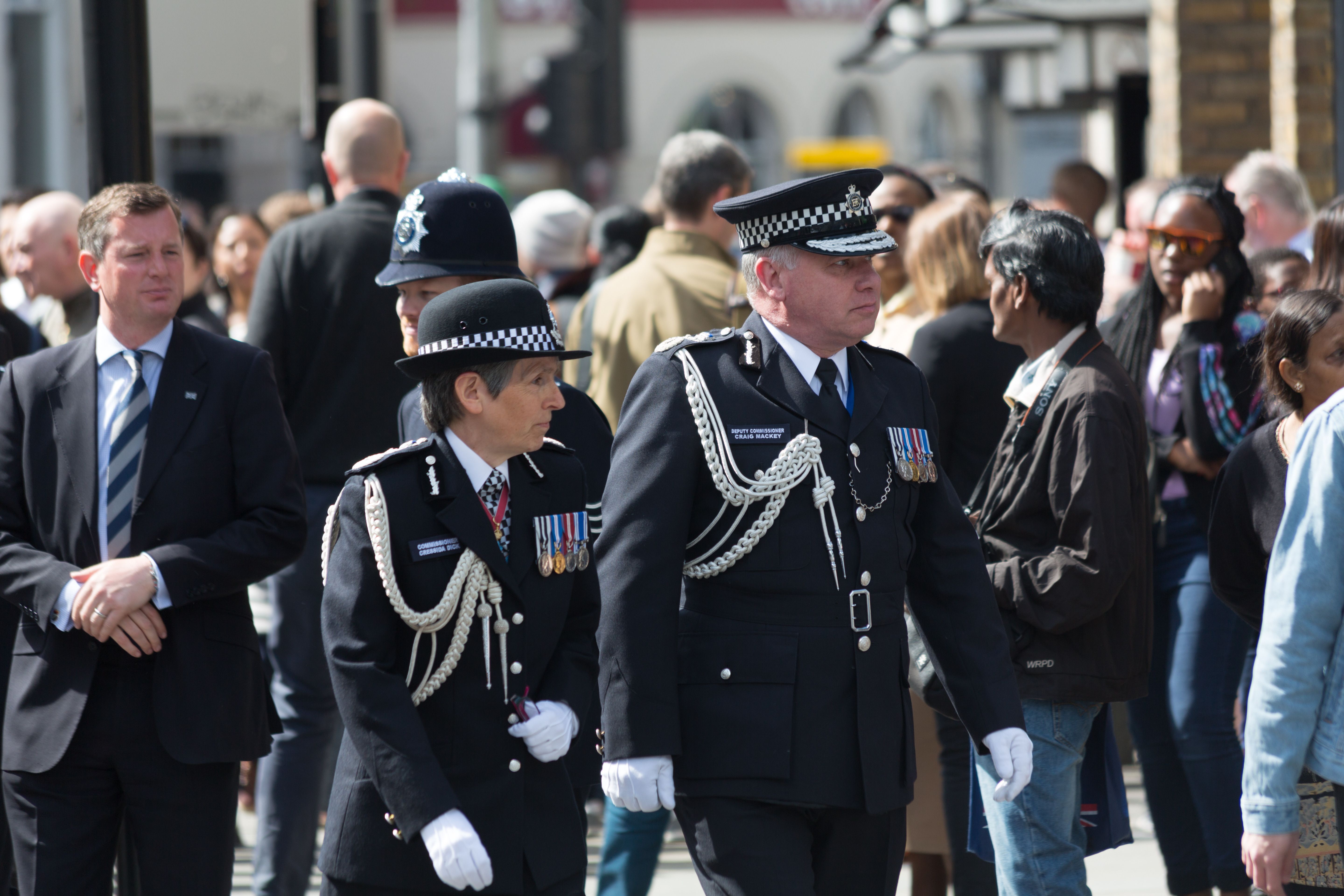
Cressida Dick (vorne links) bei der Beerdigung eines der Opfer des Westminster-Anschlags

Dame Cressida Rose Dick, DBE (* 16. Oktober 1960 in Oxford, England) ist eine britische Polizeibeamtin. Von 2017 bis 2022 war sie als erste Frau Leiterin der seit 1829 bestehenden Metropolitan Police Force (MPS, früher Scotland Yard). Im Februar 2022 kündigte sie ihren Rückzug aus dem Amt an.

## Leben
Cressida Dicks Vater und Mutter waren Professoren der University of Oxford. Sie studierte Land- und Forstwirtschaft. Anschließend begann sie bei der Londoner Polizei und stieg schnell auf. 1983 startete sie als Streifenbeamtin (Constable) im Londoner West End. Damals sei sie viel mit offenem Sexismus bei der Polizei konfrontiert worden, sagte sie später in einem BBC-Interview. 1993 hatte Dick den Rang eines Superintendent erreicht. Sie kehrte noch einmal an die Universität zurück und studierte in Oxford Kriminologie. Nach dem erfolgreichen Studium kehrte sie im Rang eines Commander zu Scotland Yard zurück.
Am 22. Juli 2005 erschoss einer ihrer Beamten den unbeteiligten und unschuldigen 27-jährigen Brasilianer Jean Charles de Menezes bei einer Festnahme. Die Polizisten hatten de Menezes an der U-Bahn Station Stockwell im Süden Londons aufgegriffen, und einer der Beamten tötete ihn durch Kopfschuss. Sie hatten ihn für einen weiteren Selbstmordattentäter aus dem Umfeld der islamistischen Terroristen der Londoner Anschläge vom 7. Juli 2005 gehalten. Diese hatten Sprengsätze in einer U-Bahn und einem Bus in London gezündet. Ein Untersuchungsausschuss stellte anschließend schwerwiegende Fehler bei dieser Polizeiaktion fest, jedoch sprach er der kommandierenden Cressida Dick persönlich keine Schuld zu. Die Familie des Erschossenen bezeichnete Dicks Berufung zur Scotland-Yard-Chefin 2017 als Skandal.
2011 wurde Dick Chefin des Direktorats „Specialist Operations“ (SO) mit der Zuständigkeit für die gesamte Terrorabwehr Großbritanniens. 2014 kam es zum Streit zwischen ihr und dem damaligen Scotland-Yard-Chef Sir Bernard Hogan-Howe. Er versetzte sie aufgrund einer umstrittenen Entscheidung. Sie verließ daraufhin die Metropolitan Police Force und wechselte ins Außenministerium. Dick war von 2011 bis 2014 Präsidentin der British Association of Women Police und ist heute Assistant Commissioner in der Organisation.
2017 wurde sie in Nachfolge von Sir Bernard Hogan-Howe als erste Leiterin der Behörde in der bis dahin 188-jährigen Geschichte von Scotland Yard berufen. Diese Entscheidung wurde von der Innenministerin Amber Rudd (Conservative Party) unter Rücksprache mit Londons Bürgermeister Sadiq Khan (Labour) getroffen. Kurz vor ihrem Amtsantritt am 10. April 2017 kürzte Dick sich selbst ihr Gehalt: Aus Solidarität mit den allgemeinen Sparmaßnahmen im Polizeidienst lässt sie sich von ihren 180.000 Pfund im Jahr knapp 40.000 Pfund (50.000 Euro) weniger auszahlen, als ihr Vorgänger erhalten hatte. Scotland Yard sei die beste Polizei der Welt, sagte Dick nach ihrer Amtseinführung. Während ihrer Amtszeit setzte sie sich für die Steigerung des Budget der Metropolitan Police ein, und warnte davor, dass das bisherige nicht tragbar sei im Angesicht der Terrorismusbekämpfung. Auch setzte sie sich für eine Ausgleichung der Geschlechter-Ungleichheit innerhalb der Polizeikräfte ein.
Während ihrer Amtszeit gab es mehrfach Kritik an ihrer Amtsführung und der Metropolitan Police. So wurde unter anderem der Umgang der Polizeikräfte mit den Demonstrationen rund um den Mordfall Sarah Everard kritisiert, die durch einen Polizisten ermordet wurde, wobei die Metropolitan Police versuchte, die Proteste auf Grund von Covid-Vergehen konsequent zu unterbinden. Im Sommer 2021 wurde die Metropolitan Police von einer unabhängigen Untersuchung als „institutionally corrupt“ und sie persönlich für die  Behinderung der Untersuchung im Mordfall von Daniel Morgan im Jahr 1987 gerügt. Im September 2021 wurde ihr Vertrag von Innenministerin Priti Patel in Konsultation mit Sadiq Khan um zwei weitere Jahre verlängert. Im Februar 2022 wurde ein Bericht des Independent Office for Police Conduct (IOPC) veröffentlicht, in dem Polizisten der Charing Cross Police Station der Frauenfeindlichkeit, Rassismus, Diskriminierung, Mobbings und sexuellen Übergriffen beschuldigt wurden und der nahelegte, dass dieses keine Einzelfälle innerhalb der Polizei seien. Daraufhin forderte Sadiq Khan einen Plan, wie diese Missstände eingedämmt werden könnten und entzog ihr kurz darauf die Unterstützung. Am 10. Februar 2022 gab sie bekannt, sich aus dem Amt zurückziehen zu wollen. Für eine Übergangszeit werde sie jedoch noch im Amt bleiben, um eine geordnete Übergabe zu ermöglichen. Ian Blair, der ehemalige Polizeipräsident der Met, sagte, dass Premierminister Boris Johnson nicht an der Ernennung von Dicks Nachfolger beteiligt sein solle, da er Gegenstand einer polizeilichen Untersuchung wegen möglicher Verstöße gegen die Covid-Vorschriften ist.

## Rezeption
Cressida Dicks Ernennung zur Scotland-Yard-Chefin fand besondere Beachtung, weil sie als erste Frau eine weitere „Männerbastion“ eingenommen habe. Auch ihr Aufstieg von der einfachen Streifenbeamtin bis zur Behördenleiterin wurde hervorgehoben.
Die Augsburger Allgemeine merkte kurz nach ihrer Berufung an, dass Dick unter Fachleuten „als eine der talentiertesten Ermittlerinnen ihrer Generation“ gelte. Sie scheue sich auch nicht „unbequeme Wahrheiten auszusprechen“, schrieb Pribyl und nannte als Beleg, dass Cressida Dick nach schlampigen Ermittlungen im Zuge eines Mordes an einem schwarzen Teenager den Fall neu aufrollen ließ. Dick sagte damals, es sei unwahrscheinlich, dass die Polizei je frei von Rassismus sein werde.

## Skandale
Folgende Skandale führten zu dem zunehmenden Gesichtsverlust von Cressida Dick in der Öffentlichkeit:
- Bei den Ermittlungen zu den Morden an den Schwestern Bibaa Henry und Nicole Smallman kam es 2020 zu nicht-akzeptablen Fehlern: Ihre Leichen wurden bei einer von der Familie veranlassten Suche gefunden, nachdem die Polizei nur unzureichende Maßnahmen zu ihrer Auffindung unternommen hatte. Zwei Beamte wurden im Dezember 2021 zu zwei Jahren und neun Monaten Gefängnis verurteilt, weil sie verstörende Fotos der Leichen der beiden Schwestern in sozialen Medien veröffentlicht und sie als „dumme Vögel“ bezeichnet hatten.

- Nachdem die Sportlerin Bianca Williams bei einer Straßenverkehrskontrolle im Juli 2020 in ihrem Auto von der Polizei angehalten und in Handschellen abgeführt worden war, musste sich die Polizeidirektion unter dem Vorwurf von rassistischer Diskriminierung für die Unannehmlichkeiten entschuldigen, obwohl keine Beweise für ein Fehlverhalten ihrer Beamten vorlagen.

- Der Polizeibeamte Wayne Couzens entführte, vergewaltigte und ermordete die 33-jährige Sarah Everard (* 1987; † 4. März 2021) in London.

- Im Juni 2021 wurde bei einer Ermittlung bezüglich institutioneller Korruption im Mordfall Daniel Morgans († 1987) bekannt, dass die Polizei unter Leitung von Cressida Dick dem Ermittlungsgremium den Zugang zu einer internen Polizeidienststelle ohne Erklärung verweigert hatte.

- Im Juli 2021 wurden das Verhalten zweier Polizisten wegen ihrer unzureichenden Ermittlungen nach der Vermisstenmeldung des Jugendlichen Richard Okorogheye missbilligt, nachdem sie die Meldung wohl wegen seiner Hautfarbe nicht ernst genommen hatten.

- Bei einem Fußballspiel stürmten im Juli 2021 Tausende von Menschen ohne Eintrittskarte in das Wembley-Stadion, woraufhin die Stadtverwaltung für Fehler bei der Bewältigung der Menschenmassen bei der Fußball-Europameisterschaft 2020 kritisiert wurde.

- Ab November 2021 wurden in der Downing Street und in Whitehall während des Corona-Lock-Downs zwölf widerrechtliche Partys gefeiert, die die Polizei erst untersucht hat, als der Bericht von Sue Gray kurz vor der Fertigstellung stand.

- Im Dezember 2021 veröffentlichte das unabhängige Büro für polizeiliches Fehlverhalten (IOPC) einen schockierenden Bericht über Frauenfeindlichkeit, Rassismus, Homophobie und Hass in der polizeiinternen Kommunikation, nachdem unter anderem Witze über die Vergewaltigung von Frauen und die Ermordung schwarzer Kinder gemacht worden waren und eine Polizistin von einem Kollegen eine Morddrohung erhalten hatte, woraufhin zwei Polizisten wegen groben Fehlverhaltens entlassen wurden, zwei zurücktraten und gegen andere Disziplinarverfahren eingeleitet wurden.

## Privates
Noch vor Ernennung zum Commissioner hatte sie ihr Coming-out als lesbisch. Sie lebt mit ihrer Partnerin, die ebenfalls Polizeibeamtin ist, zusammen.